# Simulium prumirimense
Simulium prumirimense är en tvåvingeart som beskrevs av Corcaron 1981. Simulium prumirimense ingår i släktet Simulium och familjen knott. Inga underarter finns listade i Catalogue of Life.